# Inner Harbor
Le Inner Harbor est un port maritime historique et une destination touristique de la ville de Baltimore dans l’État américain du Maryland. Le port se situe à proximité de l'embouchure de la rivière Patapsco. Le terme Inner Harbor (port intérieur) vient du fait que celui-ci est en plein cœur de la ville. Le port est à deux pas du centre et des embarcations permettent de rejoindre les sites de Fells Point, Canton (en) et Fort McHenry.

## Histoire: du commerce à la culture
Même si Baltimore était l'une des villes portuaires majeures du pays au début du XVIIIe siècle, les eaux peu profondes du port se sont rapidement montrées inadaptées pour l'accueil de grands navires et des industries lourdes à cause de l'enlisement de l’endroit. Le port commercial était plutôt localisé à Locust Point (en), Fells Point et Canton (en).
Le port fut surtout utilisé pour accueillir des petits bateaux, principalement affrétés pour le fret ou pour le transport de passagers, jusque dans les années 1950, lorsque toute activité commerciale et de transport stoppèrent. Aujourd'hui, les activités portuaires se concentrent dans le proche port de Baltimore.
Des entrepôts furent abattus et des embarcadères détruits pour y créer de grands espaces verts et des parcs récréatifs. Ce programme de rénovation urbaine de la zone fut poursuivie et intensifiée sous le mayorat de William Donald Schaefer (en) (1971-1987), qui souhaitait en faire une zone culturelle et touristique. On y trouve ainsi l'aquarium national de Baltimore et le Maryland Science Center. Des commerces, des restaurants et des hôtels apparurent à proximité, à l’est du port, dans le quartier de Little Italy (petite Italie).

### Catastrophes
En septembre 2003, le port fut inondé à la suite du passage de l'ouragan Isabel. Le Baltimore World Trade Center (en) resta fermé durant un mois.
Le 6 mars 2004, une embarcation de transport de passagers coula durant une tempête et cinq passagers se noyèrent à proximité du Fort McHenry. Le bateau n’était pas adapté pour des eaux déchainées lors d’une tempête.

## Attractions

### Musées
- American Visionary Art Museum
- Baltimore Museum of Industry (en)
- Geppi's Entertainment Museum (en)
- Civil War Museum
- Port Discovery Children's Museum (en)
- Aquarium national de Baltimore
- Harborplace and the Gallery (en)
- Maryland Science Center
- Baltimore Power Plant (en) contient un parc d'attractions Six Flags
- Baltimore World Trade Center (en)
- Mémorial de l'Holocauste
- Columbus Center, qui accueille l'University of Maryland Biotechnology Institute (en)

### Navires
- SS John W. Brown
- Historic Ships in Baltimore (en):
  - USCGC Taney – survivant de l’attaque de Pearl Harbor
  - Sous-marin USS Torsk
  - Lightship Chesapeake
  - Phare de Seven Foot Knoll
- USS Constellation – Dernier bateau existant datant de la guerre d'indépendance des États-Unis

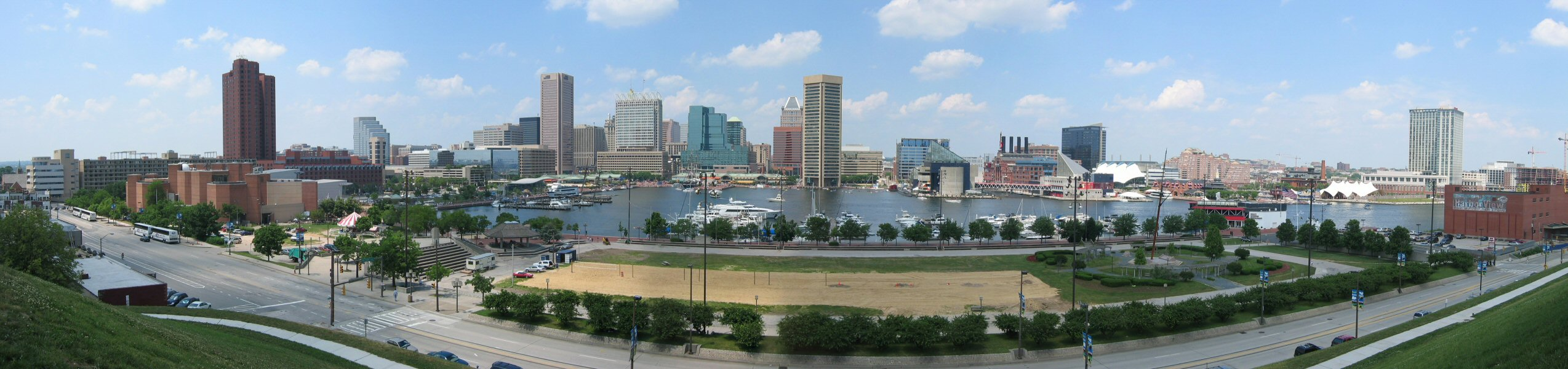
Inner Harbor à proximité de la ville et de ses parcs.